# Сан-Хосе-де-Альбан
Сан-Хосе-де-Альбан (исп. San José de Albán) — город и муниципалитет на юго-западе Колумбии, на территории департамента Нариньо. Входит в состав провинции Рио-Майо.

## История
Поселение, из которого позднее вырос город, было основано в 1573 году. Муниципалитет Сан-Хосе-де-Альбан был выделен в отдельную административную единицу 20 апреля 1903 года.

## Географическое положение

Муниципалитет Сан-Хосе-де-Альбан

Город расположен в восточной части департамента, в горной местности Центральной Кордильеры, на расстоянии приблизительно 33 километров к северо-востоку от города Пасто, административного центра департамента. Абсолютная высота — 1910 метров над уровнем моря.
Муниципалитет Сан-Хосе-де-Альбан граничит на севере с территорией муниципалитета Сан-Бернардо, на востоке и юго-востоке — с муниципалитетом Эль-Таблон, на юго-западе — с муниципалитетом Буэсако, на западе — с муниципалитетом Арболеда, на северо-востоке — с муниципалитетом Сан-Педро-де-Картаго. Площадь муниципалитета составляет 43,47 км².

## Население
По данным Национального административного департамента статистики Колумбии, совокупная численность населения города и муниципалитета в 2024 году составляла 10 070 человек.
Динамика численности населения муниципалитета по годам:
| 2005   | 2010   | 2015   | 2020 | 2021 | 2022 | 2023 | 2024   |
| ------ | ------ | ------ | ---- | ---- | ---- | ---- | ------ |
| 19 303 | 20 688 | 22 131 | 9810 | 9860 | 9927 | 9993 | 10 070 |

Согласно данным переписи 2005 года мужчины составляли 51,5 % от населения Сан-Хосе-де-Альбане, женщины — соответственно 48,5 %. В расовом отношении белые и метисы составляли 99,9 % от населения города; негры, мулаты и райсальцы — 0,1 %.
Уровень грамотности среди всего населения составлял 83,7 %.

## Экономика
60,4 % от общего числа городских и муниципальных предприятий составляют предприятия торговой сферы, 36,5 % — предприятия сферы обслуживания, 3,1 % — промышленные предприятия.

## Транспорт
К западу от город проходит национальное шоссе № 25 (исп. Ruta Nacional 25).